# SpaceX CRS-7
Chronologie
SpaceX CRS-6 (en) SpaceX CRS-8
SpaceX CRS-7, également connue sous le nom de SpX-7, est une mission privée américaine de réapprovisionnement de la Station spatiale internationale, sous contrat avec la NASA, qui a été lancée et a échoué le 28 juin 2015. La fusée s'est désintégrée 139 secondes après le lancement depuis Cap Canaveral, juste avant que le premier étage ne se sépare du deuxième étage. Il s'agissait du neuvième vol du vaisseau spatial cargo Dragon sans équipage de SpaceX, et de la septième mission opérationnelle de SpaceX confiée à la NASA dans le cadre d'un contrat de services de réapprovisionnement commercial. Le véhicule a été lancé sur un lanceur Falcon 9 v1.1. Il s'agissait du dix-neuvième vol global d’une Falcon 9 et du quatorzième vol d’une Falcon 9 v1.1, considérablement amélioré.

## Déroulé du vol

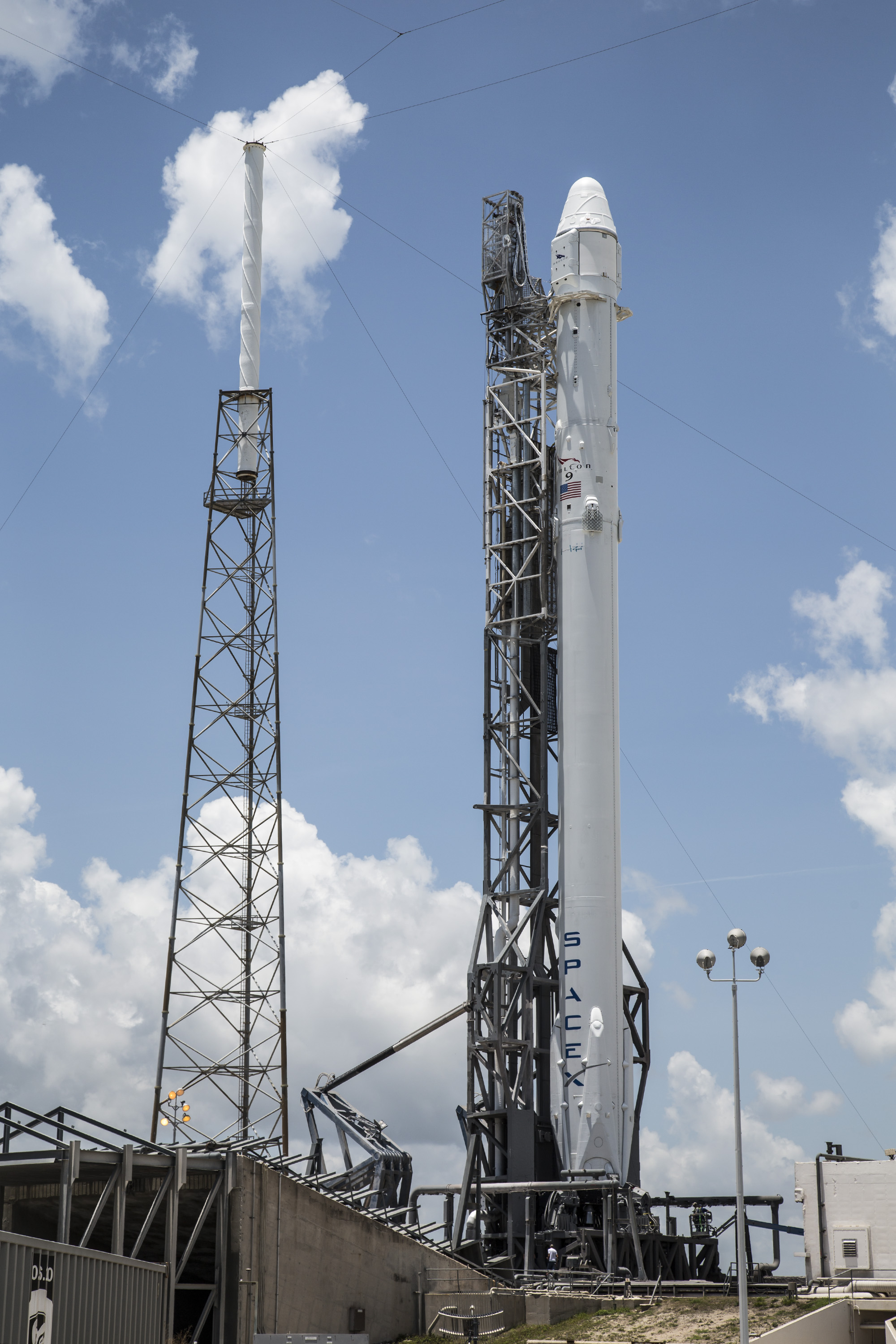
SpaceX CRS-7 sur le pas de tir.

En janvier 2015, le lancement a été temporairement programmé par la NASA pour le 13 juin 2015 au plus tôt. Cette date a été ajustée au 22 juin 2015, puis avancée au 19 juin 2015 et modifiée à nouveau au 26 juin 2015. Finalement, le lancement a été reporté au 28 juin 2015 à 14 h 21 min 11 s UTC, depuis Cape Canaveral LC-40. Le lancement devait être le troisième test de descente et d'atterrissage contrôlés pour le premier étage d’une Falcon 9. Celui-ci aurait tenté d’atterrir sur une nouvelle barge de récupération autonome nommé Of Course I Still Love You, du nom d’un vaisseau du roman L'Homme des jeux de Iain Banks. Le vaisseau spatial devait rester en orbite pendant cinq semaines avant de revenir sur Terre avec environ 640 kg de fret et de déchets.

### Échec du lancement
Les performances étaient nominales jusqu’à 139 secondes après le lancement, lorsqu'un nuage de vapeur blanche apparait, suivi d'une perte de pression rapide dans le réservoir d'oxygène liquide du deuxième étage du Falcon 9. Le premier étage a poursuivi sa trajectoire jusqu'à ce qu’il se désagrège complètement quelques secondes plus tard. La capsule Dragon CRS-7 a été éjectée du lanceur qui a explosé. La capsule a continué à transmettre des données jusqu'à ce qu'elle percute l'océan. Les responsables de SpaceX ont déclaré qu’elle aurait pu être récupérée si les parachutes s'étaient déployés, mais le logiciel de la capsule ne prévoyait aucune procédure de déploiement des parachutes dans cette situation. On suppose que la capsule s'est brisée à l'impact. Une enquête ultérieure a relié l’accident à la défaillance d'une entretoise qui fixait une bouteille d'hélium haute pression à l'intérieur du réservoir d’oxygène liquide du deuxième étage. L'intégrité du système de pressurisation d’hélium étant compromise, une fuite d'hélium a rapidement inondé le réservoir d'oxygène liquide, provoquant sa surpression et son éclatement. Le rapport de SpaceX a souligné que l’anneau de levage en acier inoxydable était conçu pour une charge de 10 000 livres, mais a échoué à 2 000 livres.
Une enquête indépendante de la NASA a conclu que la cause la plus probable de la défaillance de l’entretoise était une erreur de conception : au lieu d'utiliser un anneau de levage en acier inoxydable fabriqué à partir d'un matériau de qualité aérospatiale, SpaceX a choisi un matériau de qualité industrielle sans dépistage ni test adéquats, et a négligé la marge de sécurité recommandée.

## Charge utile

### Charge utile principale
C’est la NASA qui a commandé auprès de SpaceX la mission CRS-7, et qui a donc déterminé la charge utile principale, la date et l’heure du lancement, et les paramètres orbitaux de la capsule spatiale Dragon.
Dès juillet 2013, le premier adaptateur d'amarrage international, IDA-1, était prévu pour être envoyé à la station spatiale internationale à bord de la mission CRS-7. Cet adaptateur devait être rattaché à l’un des modules d'accouplement pressurisé existant (particulièrement, le PMA-2 ou le PMA-3), pour convertir le système d’amarrage APAS-95 au nouveau standard NASA Docking System (NDS),. Ces adaptateurs permettraient l’amarrage d’un nouveau véhicule de transport de personne pour le programme d’équipage commercial. Les missions suivantes CRS-9 et CRS-18 ont amenés les adaptateurs IDA-2 et IDA-3, aux modules PMA-2 et PMA-3 respectivement. Ils sont utilisés depuis 2020. 

#### Charge utile détaillée
Une liste détaillé de la cargaison à bord de la mission perdue comprenait les éléments suivants :
- Fournitures pour l’équipage – 690 kg
  - 92 sacs alimentaires en vrac, 2 kits de nourriture, 2 kits de nourriture fraîche, y compris en particulier de la nourriture préparée par le chef britannique Heston Blumenthal pour l’astronaute britannique Tim Peake[14].
  - Provisions pour l’équipage, éléments de soins de l’équipage, fichier de données des opérations.
- Utilisation – 573 kg
  - Agence spatiale canadienne : Vascular Echo Exercise Band
  - Agence spatiale européenne : Circadian Rhythms, KUBIK EBOXes, Interface Plate, EPO Peake, BioLab, Spheroids, EMCS RBLSS, Airway Mon., LiOH Cartridge
  - Agence d'exploration aérospatiale japonaise : Atomization, Biological Rhythms, Multi-omics, Cell Mechanosensing 3, Plant Gravity Sensing 3, SAIBO L&M, Space Pup, Stem Cells, MSPR LM, Group Combustion Camera
  - NASA : 2 Polars, 6 DCBs and Ice Bricks, 1 MERLIN, FCF/HRF Resupply, HRP Resupply [Kits, MCT, Microbiome, Twin Studies], IMAX Camera, Meteor, Micro-9, MSG Resupply, NanoRacks Modules & 0.5 NRCSD #7, Universal Battery Charger, Veg-03, Microbial Observatory-1, Microchannel Diffusion Experiment, Wetlab RNA Smartcycler, SCK, Story Time, MELFI TDR Batteries
- Ressources informatiques – 36 kg
  - Écran de projection, Sidekick, ordinateur portable OCT et alimentation, cartes MicroSD 32 Go, câbles USB génériques, modules d'alimentation et lecteurs de cartes, disques durs T61p préchargés, conteneur de stockage de CD, périphériques de stockage en réseau, caméscopes XF305, câbles adaptateurs RS-422
- Pièces – 462 kg
  - CHECS CMS : Montres HRM, Bench Lock Studs, Glenn Harness pour Kelly, Kopra et Peake
  - CHECS EHS : kit de surveillance du CO2, kit de filtres, kit de batteries CSA-CP/CDM, kit de cartouches SIECE, kit d’eau, boîtes de Petri
  - CHECS HMS : IMAK, packs de médicaments oraux
  - C&T : unité de communication C2V2 (et convertisseur de données d'unité HTV-5)
  - ECLSS : 3 réservoirs de prétraitement, inserts filtrants, 9 KTO, UPA FCPA, CDRS ASV, vanne IMV, collecteur d'essorage, kits d'échantillonnage d'eau, filtre OGS ACTEX, ensembles de filtre à saumure ARFTA, capteur de pression O2/N2, réservoir NORS O2, **3 Assemblages PBA, 2 lits MF, 2 récipients d'urine, paquets de papier hygiénique, capteur H2, sac de cartouche d'ammoniac, tuyau PTU XFER
  - EPS : 2 câbles de redémarrage avionique
  - Perceuse Makita, filtre PWD, connecteurs de cloison N3, adaptateurs jaune/rouge, plaques IWIS, sacs de transfert de déchets 6.0 et 4.0, sangles de mise à la terre BEAM, kit de fil de rangement JEM
- Matériel EVA – 167 kg
  - SEMU, REBA, filtres ioniques EMU (4), attaches d'équipement, pince à gaz, rétroviseurs EMU, sacs de verrouillage d'équipage, bras/jambes SEMU
  - Lindgren/Yui ECOK et CCA, Lindgren LCVG
  - Kelly LCVG, Gants Padalka EMU
- Cargaison russe
  - Clé dynamométrique à segment russe
- Cargaison non pressurisée – 526 kg
  - Adaptateur d'amarrage international IDA-1

La mission aurait transporté plus de 1 800 kg de fournitures et d'expériences à la Station spatiale internationale, y compris une enquête sur la détermination de la composition des météores, qui aurait observé des météores entrant dans l'atmosphère terrestre en prenant des photos et des vidéos haute résolution. Le Centre pour l'avancement des sciences dans l'espace (en) s'était arrangé pour qu'il transporte plus de 30 projets de recherche d’étudiants à la station, y compris des expériences traitant de la pollinisation en micropesanteur ainsi qu'une expérience pour évaluer une forme de plastique bloquant la lumière du soleil.
CRS-7 aurait apporté une paire de Microsoft HoloLenses modifiés à la Station spatiale internationale dans le cadre du projet Sidekick,.

## Essai prévu après le lancement

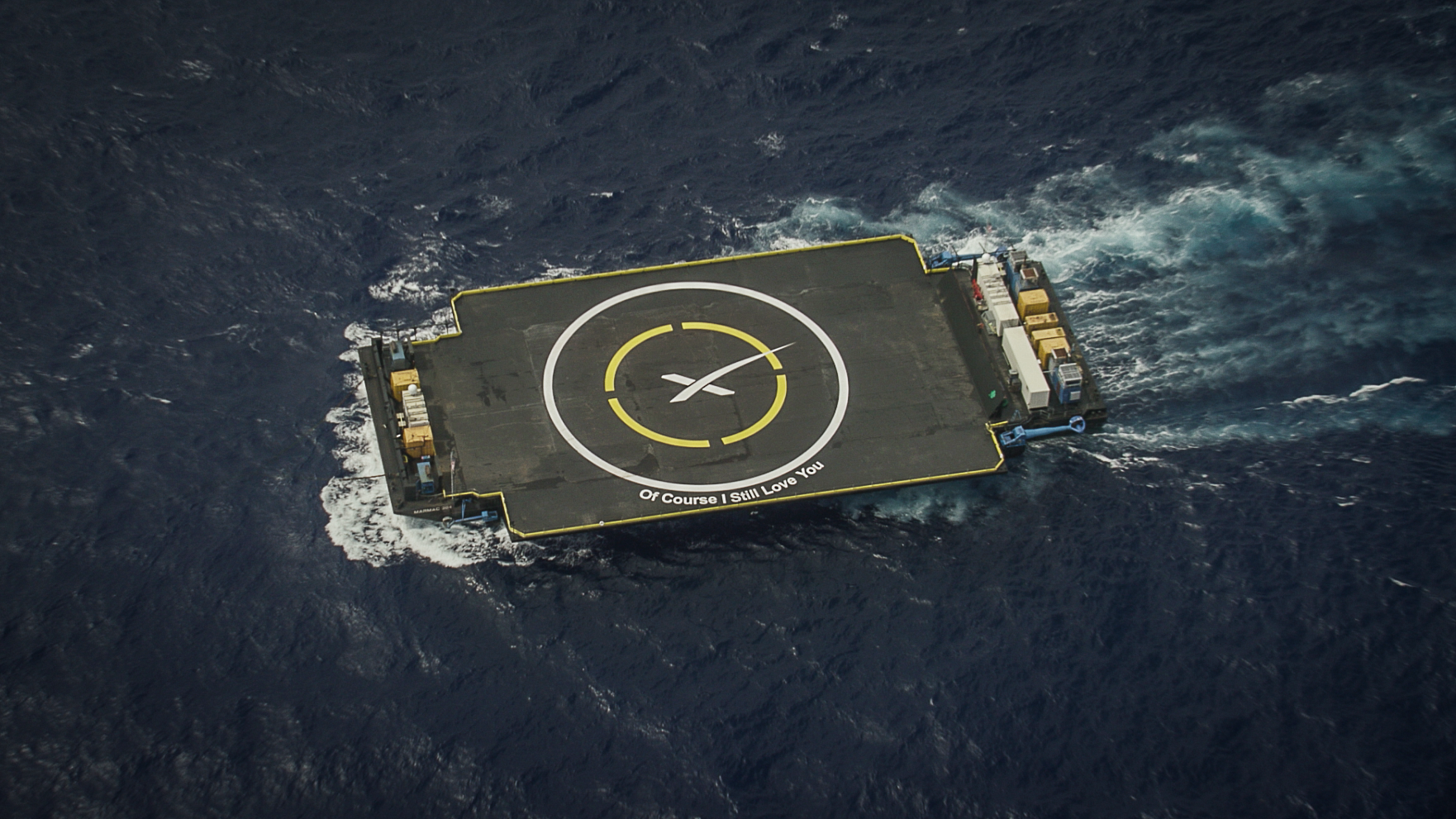
La barge de récupération autonome Of Course I STtill Love You avant le lancement.

Après la séparation du deuxième étage, SpaceX prévoyait d'effectuer un test en vol, consistant à tenter de faire atterrir le premier étage de la Falcon 9 sur la barge de récupération autonome Of Course I Still Love You,.
Cela aurait été la troisième tentative de SpaceX de faire atterrir le premier étage sur une plate-forme flottante, après que des tests antérieurs en janvier 2015 et avril 2015 n’aient pas réussi. Le premier étage a été équipé d’une variété de technologies pour faciliter la tentative, y compris des panneaux cellulaires et trains d'atterrissage pour faciliter le test post-mission,,.